# Йохан Щраус (баща)
Вижте пояснителната страница за други личности с името Йохан Щраус.
Йохан Баптист Щраус (баща) (на немски: Johann Baptist Strauß) е австрийски композитор, цигулар и диригент.

## Биография
Щраус е син на собственик на скромна ферма. Майка му умира през 1811, а през 1816 баща му се самоубива (предполага се, че е заради неизплатени дългове) удавяйки се в Дунав. През 1817 по желание на неговия настойник започва работа във фабрика за подвързване на книги, прекратява работата си там през 1822.
В същото време взима уроци по цигулка и по теория на музиката от Игнац фон Зайфрид. Свири в различни оркестри, след което се присъединява като цигулар към трио (впоследствие квартет), основано от цигуларя Йозеф Ланер. Заради пожънатите успехи групата нараства и се превръща в истински оркестър. Щраус мечтае да се отдели от оркестъра и да основе собствена група, но през 1825 г. годеницата му Анна Стреим му съобщава, че е бременна. Двамата се женят през юли и на 25 октомври 1825 г. се ражда Йохан. Първите композиторски творби на Щраус са от 1826 г. През 1827 г. (когато се ражда вторият му син Йозеф) основава собствен оркестър. Започва много напрегната работа като творец и директор на оркестъра.
През 1832 г. организира турне в Англия. На връщане Щраус е в състояние да си позволи цял етаж в колоритна къща на Леополдщад (Хиршинхаус), където се отделя в собствен апартамент, различен от този на семейството му.
През ноември 1834 г. тръгва на ново турне. С 30 музиканти се отправя първо към Берлин, където изнася серия сполучливи концерти, последният от които пред краля на Прусия и царя на Русия. Последват концерти в Лайпциг, Дрезден и Прага. При завръщането му във Виена се появяват сериозни семейни проблеми: през май 1835 21-годишната му любовница Ева Трамбуш, от която вече има 6 деца, ражда седмо – момиче, което Щраус признава.
В следващите години изнася много други турнета. През октомври 1837 г. започва най-ангажиращото си турне. Първо отива в Париж, където сред публиката има цяло съзвездие композитори: Адам, Обер, Берлиоз, Керубини, Майербер и Паганини.
Турнето продължава в Белгия, Холандия и Англия (където свири на коронацията на кралица Виктория), след което отново във Франция и Англия, където ангажиментите са много. На връщане във Виена получава инфаркт, от който не се съвзема скоро и в следващите няколко години великият композитор намалява творческата си дейност.
През 1843 г. открива, че синът му Йохан взима тайно уроци по цигулка, подкрепен от майка си, и има намерение да се посвети на музиката. Убеден, че музикалната кариера не подхожда на сина му, разяреният баща го записва в търговско училище, а вечер го заставя да се занимава със счетоводство. Йохан-младши обаче все пак се осмелява да подаде заявление за лиценз за музикален меценат. Майката Анна, опасявайки се, че бащата ще наложи забрана за лицензията, спешно подава съдебно искане за развод (каквото и бездруго е щяла да стори поради системните изневери на съпруга си). Същата година бракът им е разтрогнат. За разногласията между баща и син Щраус се е писало много, но позицията на бащата изглежда не е продиктувана от ревност, а по-скоро от притеснение за съдбата на сина му.
През 1845 г. Йохан-син дебютира във Виена, което ни най-малко не намалява известността на бащата. Докато синът обаче през 1848 г. изнася концерти за революционни групи, бащата остава верен на империята. По време на последното турне в Германия, неговата позиция е сурово критикувана от студенти и през 1849 г. среща в Лондон Метерних, който е заточен там.
Два месеца след завръщането си, Щраус-баща умира от скарлатина.

## Произведения

### Валсове
- Täuberln-Walzer op. 1 Little Doves (1827)
- Wiener Carneval op. 3 (1828)
- Kettenbrücke-Walzer op. 4 Suspension Bridge (1828)
- Tivoli-Rutsch Walzer op. 39 Tivoli-Slide (1830)
- Das Leben ein Tanz oder Der Tanz ein Leben! Walzer op. 49 Life is a Dance
- Elisabethen-Walzer op. 71
- Philomelen-Walzer op. 82
- Paris-Walzer op. 101 (1838)
- Wiener Gemüths-Walzer op. 116 Viennese Sentiments (1840)
- Lorelei Rhein Klänge op. 154 Echoes of the Rhine Loreley (1843)

### Полка
- Seufzer-Galopp op. 9 Sighing
- Chineser-Galopp op. 20 Chinese
- Einzugs-galopp op. 35 Entrance Galopp
- Sperl-Galopp op. 42
- Fortuna-Galopp op. 69
- Jugendfeuer-Galopp op. 90 Young Spirit
- Cachucha-Galopp op. 97
- Indianer-Galopp op. 111
- Sperl-Polka op. 133
- Beliebte Annen-Polka op. 137 Beloved Anna
- Piefke und Pufke Polka op. 235

### Маршове
- Маршът Радецки op. 228 (1848)
- Jellečić-Marsch op. 244